# Consejería de Economía e Infraestructuras
La Consejería de Economía e Infraestructuras fue una consejería que formaba parte de la Junta de Extremadura. Su actual consejera y máxima responsable es Olga García García. Esta consejería aunaba las competencias autonómicas en materia de planificación y coordinación económica y estadística, comercio e inversiones y la política empresarial, promoción de la empresa y apoyo al emprendedor, modernización e innovación tecnológica, sociedad de información, investigación y telecomunicaciones, y sociedades cooperativas y sociedades laborales. También ejercerá las competencias en materias de infraestructuras hidráulicas y turismo, así como las de industria, energía y minas.
Tenía su sede en el Paseo de Roma de la capital extremeña, dentro del Complejo Administrativo de Morerías. La última consejera fue Olga García García. La consejería se escindió en 2019 en dos consejerías independientes, la de Transición Ecológica y Sostenibilidad, y otra, la de Economía, Ciencia y Agenda Digital. 

## Estructura Orgánica
- Consejera:
- Secretaría General
  - Servicio de Administración General
  - Servicio de Gestión Presupuestaria
  - Servicio de Régimen Jurídico y Normativa
  - Servicio de Planificación y Coordinación
  - Servicio de Contratación
  - Servicio de Bienes Inmuebles y Expropiaciones
  - Servicio Territorial de Badajoz
  - Servicio Territorial de Cáceres
- Secretaría General de Economía y Comercio
  - Servicio de Mercados y Competencia
  - Servicio de Comercio Interior
  - Servicio de Comercio Exterior
  - Servicio de Estudios y Análisis
  - Instituto de Estadística de Extremadura
- Dirección General de Empresa y Competitividad
  - Servicio de Promoción Empresarial
  - Servicio de Incentivos y Financiación Empresarial
- Dirección General de Economía Social
  - Servicio de Cooperativas y Sociedades Laborales
- Secretaría General de Ciencia, Tecnología e Innovación
  - Servicio de Recursos para la Investigación Científica Pública
  - Servicio de Gestión Operativa TIC
  - Servicio de Recursos para la Investigación Científica Empresarial
- Dirección General de Industria, Energía y Minas
  - Servicio de Planificación Industrial, Energética y Minera
  - Servicio de Generación y Ahorro de Energía
  - Servicio de Coordinación Territorial de Ordenación Industrial, Energética y Minera
  - Servicio de Ordenación Industrial, Energética y Minera de Badajoz
  - Servicio de Ordenación Industrial, Energética y Minera de Cáceres
- Dirección General de Infraestructuras
  - Servicio de Infraestructuras Viarias
  - Servicio del Agua e Infraestructuras Hidráulicas
  - Servicio de Gestión de Planes y Programas
- Dirección General de Turismo
  - Servicio de Empresas y Actividades Turísticas
  - Servicio de Promoción del Turismo

## Organismos dependientes
- Instituto de Estadística de Extremadura
- Jurado de Defensa de la Competencia de Extremadura
- Centro de Investigaciones Científicas y Tecnológicas de Extremadura - CICYTEX
- Instituto Tecnológico de las Rocas Ornamentales y Materiales de Construcción - INTROMAC
- Centro de Cirugía de Mínima Invasión Jesús Usón
- Fundación FUNDECYT- Parque Científico y Tecnológico de Extremadura
- Fundación Computación y Tecnologías Avanzadas de Extremadura (COMPUTAEX)
- Centro Nacional de Agricultura Ecológica y de Montaña
- Centro Nacional del Cerdo Ibérico
- Consorcio FEVAL - Institución Ferial de Extremadura
- Empresa pública Extremadura Avante